# Bandera de Montcada i Reixac

## Descripció
Bandera apaïsada de proporcions dos d'alt per tres de llarg, vermella amb dues fileres verticals cadascuna de quatre discs grocs de diàmetre 1/6 de l'alçària del drap, amb una separació vertical d'1/12 i horitzontal d'1/6 de l'alçària del drap. Tot el conjunt centrat sobre la divisòria entre el primer i el segon terços verticals.

## Història
Va ser publicat en el DOGC el 31 de juliol de 1996.